# SC Interteam
SC Interteam – czeski zespół żużlowy, biorący udział w drużynowych mistrzostwach Czech na żużlu w sezonach 2019-2020. Brązowy medalista tych rozgrywek w sezonie 2019.

## Historia
Historia zespołu sięga roku 2018, w którym rezygnację z uczestnictwa w kolejnych sezonach Extraligi ogłosił klub SC Žarnovica. W celu utrzymania rozgrywek w formacie czwórmeczy konieczne było dołączenie nowego uczestnika. Zadania utworzenia nowej drużyny podjął się Vladimír Vopat, żużlowy promotor, były menadżer Markety Praga. Ustępujący z rozgrywek klub z Žarnovicy wypożyczył nowemu zespołowi swoich juniorów oraz podjął się organizacji rund Extraligi, których gospodarzem miał być Interteam. Kadrę zespołu uzupełnili zawodnicy czescy wypożyczeni z Markety Praga oraz jeźdźcy zagraniczni. W 8 czwórmeczach Extraligi Interteam trzykrotnie zwyciężył, po razie zajął miejsca drugie i trzecie, trzykrotnie zakończył rywalizację na ostatnim miejscu, co w końcowym rozrachunku pozwoliło zająć 3. miejsce w rozgrywkach.
W sezonie 2020 Interteam startował na torze w Libercu. Współpraca z SC Žarnovica została zakończona, ze względu na fakt że słowacki klub za priorytet uznał zorganizowanie finałowej rundy kwalifikacyjnej o Grand Prix IMŚ na Żużlu 2021. W 3 rozegranych czwórmeczach, prowadzony przez polskiego menadżera Błażeja Skrzeszewskiego Interteam za każdym razem zajmował ostatnie, 4. miejsce, co przełożyło się również na 4. miejsce w klasyfikacji ogólnej Extraligi sezonu 2020.
W rozgrywkach Extraligi w sezonie 2021 w miejsce Interteamu startować będzie Start Gniezno.

## Skład drużyny w sezonie 2019
- Anders Thomsen
- Martin Gavenda
- Filip Hájek
- Zdeněk Holub
- Daniel Klíma
- Jan Macek
- Michal Škurla
- Michael Haertel
- Adrian Cyfer
- Adrian Gała
- Ján Mihálik
- David Pacalaj
- Michal Tomka
- Martin Vaculík
- Jakub Valkovič

## Skład drużyny w sezonie 2020
- Filip Hájek
- Zdeněk Holub
- Daniel Klíma
- Daniel Bewley
- Mateusz Błażykowski
- Daniel Kaczmarek
- Marko Lewiszyn